# I'm So Tired
I'm So Tired är en låt av det brittiska bandet The Beatles från 1968.

## Om låten och inspelningen
Denna låt, baserad på Lennons sömnlösa och grubblande nätter i Indien februari – april 1968 (han hade med sig sin fru Cynthia och saknade Yoko Ono) sattes vid ett enda tillfälle, 8 oktober 1968. Lennon betraktade senare låten som en av sina favoriter, särskilt som man med tiden drogs mer och mer till det subjektivt självbiografiska. Låten kom med på LP:n The Beatles (musikalbum), som utgavs i England och USA 22 november respektive 25 november 1968.